# Los Caballeros Templarios

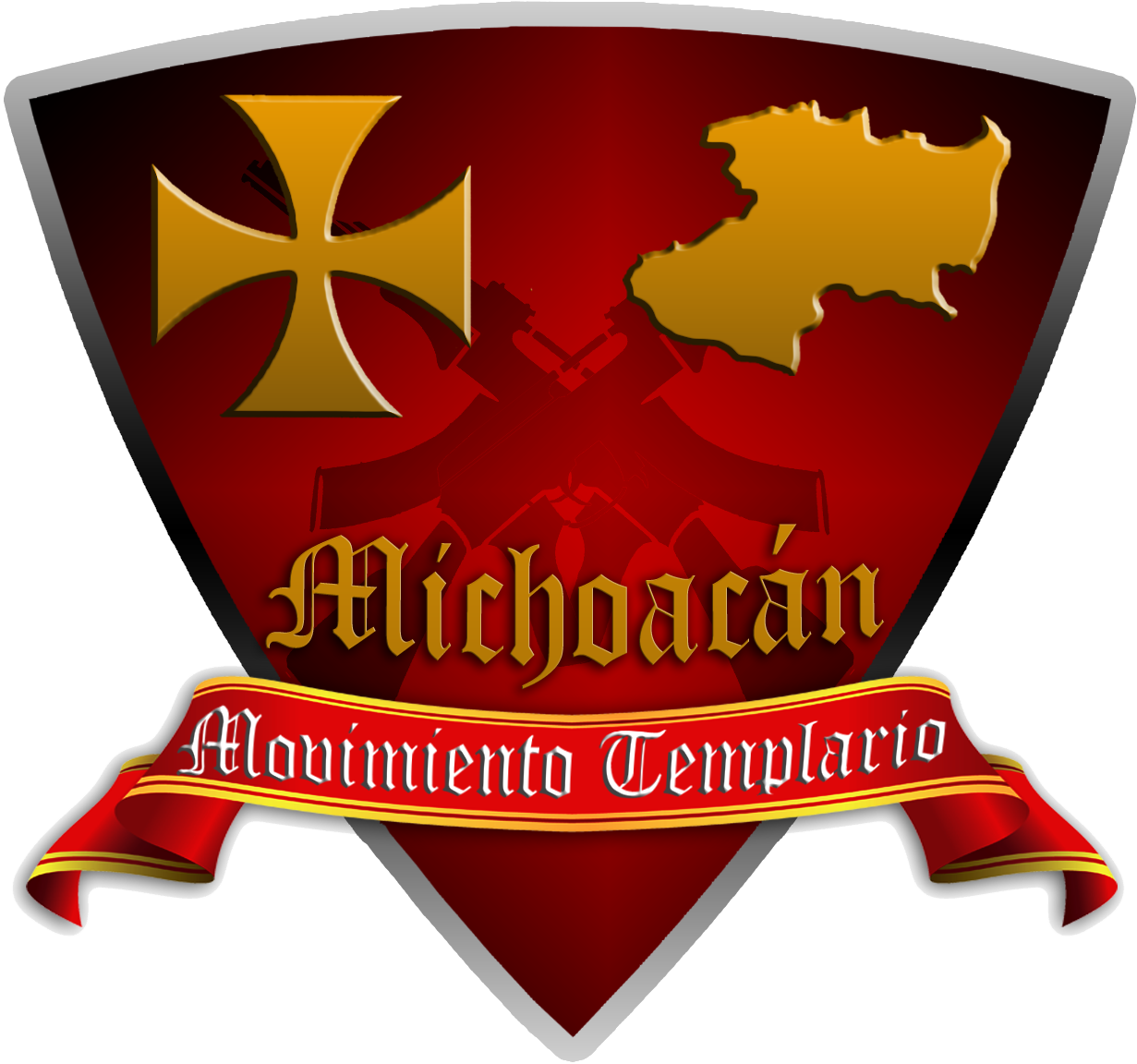
Logo der Los Caballeros Templarios

Los Caballeros Templarios (Deutsch: Die Tempelritter) war eine mexikanische kriminelle Vereinigung und ein Drogenkartell. Die Organisation entstand 2011 aus Teilen des inzwischen aufgelösten Kartells La Familia Michoacana und hat ihre Operationsbasis im mexikanischen Bundesstaat Michoacán.
Die Tempelritter sehen ihre Aktivitäten als ein „Leben und Sterben“ für „Soziale Gerechtigkeit“ an. Sie schwören, Witwen, Waisen und Unterdrückte zu schützen. Ihr Kodex: Dieser Kampf ist für Deine Leute, für meine Leute, für uns und für die künftigen Generationen.  Das Kartell hat die vollständige Kontrolle über die Operationen von La Familia Michoacana in den Bundesstaaten Michoacán, Guerrero, México und Morelos übernommen.
Als paramilitärische Vereinigung wird La Resistencia genutzt, eine Organisation, welche im Auftrag der Tempelritter sowie des Sinaloa und des Golf-Kartells gegen die Los Zetas kämpft.
Am 27. Februar 2015 wurden der Anführer der Tempelritter Servando "La Tuta" Gómez sowie einige Kartellmitglieder durch die mexikanische Bundespolizei festgenommen. Grundstücke des Kartells wurden in der Folge von der mexikanischen Regierung beschlagnahmt.

## Geschichte
Nach dem Tod von Nazario Moreno González, dem Gründer von La Familia Michoacana, gründeten seine alten Partner Enrique Plancarte Solís und Servando Gómez Martínez die Tempelritter. Ein weiterer Partner, Dionicio Loya Plancarte, zeigte ebenfalls Interesse am neuen Kartell.

### Papstbesuch 2012
Anlässlich des Besuches 2012 von Papst Benedikt XVI. hängten die Tempelritter in mehreren Städten im Bundesstaat Guanajuato Banner auf, auf denen sie den Papst willkommen hießen und einen Verzicht auf Gewalttaten für die Dauer des Besuchs ankündigten. Auf den Bannern stand:

«Los Caballeros Templarios se deslindan de cualquier acción bélica, no somos asesinos, bienvenido el Papa»

„Die Tempelritter werden sich an keinen Kriegshandlungen beteiligen, wir sind keine Mörder, willkommen Papst“

Die Banner wurden in den Städten León, San Miguel de Allende, Irapuato, Salamanca, Yuriria, Moroleón, und Uriangato angebracht. Weitere Banner wurden mutmaßlich durch das Cártel de Jalisco Nueva Generación aufgehängt.

### 2013
Im Juni 2013 setzte das US-Finanzministerium die Tempelritter auf seine schwarze Liste. Aufgrund dieser Maßnahme ist es möglich, sämtliche Vermögenswerte des Kartells in den USA einzufrieren. Weiterhin ist es US-Bürgern aufgrund des Kingpin-Gesetzes verboten, mit den Tempelrittern Geschäftsbeziehungen zu unterhalten.
Am 28. Oktober 2013 kam es, nachdem etwa 300 Mitglieder einer Bürgermiliz versucht hatten, Apatzingán unter ihre Kontrolle zu bekommen, zu einer Serie von Bombenanschlägen, darunter gegen Anlagen des staatlichen Stromkonzerns, weshalb es in elf Städten zu Stromausfällen kam, wodurch insgesamt 420.000 Menschen ohne Strom waren. Weitere Ziele waren sechs Tankstellen und ein Geschäft. Ein Regierungsvertreter erklärte, dass die Tempelritter hinter den Anschlägen vermutet werden. Das Kartell versuche, mit diesen Anschlägen gegenüber der Bevölkerung und den Bürgerwehren Stärke zu zeigen und sie so davon abzuhalten, sich gegen das Kartell zu stellen.

### 2014
Laut Aussage von Monte Alejandro Rubido García, Leiter der nationalen Sicherheitsbehörde, wurde einer der Anführer des Kartells, Jesús Vásquez Macías alias „El Toro“, am 19. Januar in Lázaro Cárdenas zusammen mit zwei weiteren Mitgliedern der Organisation festgenommen.
Nach Auskunft von Monte Alejandro Rubido, Sprecher des Nationalen Systems für öffentliche Sicherheit, nahmen die Sicherheitskräfte am 27. Januar in Morelia Dionisio Loya Plancarte, alias „El Tío“, fest. Er soll einer der fünf Anführer der Tempelritter sein und ist außerdem Onkel des mutmaßlichen Kartellchefs Enrique Plancarte Solís, alias „Kike“. Dieser wiederum wurde am 31. März 2014 in der Ortschaft Colón im Bundesstaat Querétaro von Eliteeinheiten der mexikanischen Marine erschossen.

### 2015
Mindestens 37 bewaffnete Zivilisten, vermutlich Mitglieder oder Söldner der Tempelritter, und zwei Bundespolizisten kamen bei Zusammenstößen in der Gemeinde Tanhuato im Bundesstaat Michoacán ums Leben. Der Ort liegt nahe der Stadt Yurécuaro. Kurz zuvor wurde dort ein Kandidat für das Bürgermeisteramt während einer Wahlkampfveranstaltung erschossen. Der Kandidat war ein führendes Mitglied einer Bürgerwehr, welche die Landwirte in Michoacán im Jahr 2013 gegründet hatten, um die „Tempelritter“ zu vertreiben. Tanhuato liegt zudem nahe der Grenze zum Bundesstaat Jalisco. Dort kämpfte das Kartell Jalisco Nueva Generación mit den Sicherheitskräften um die Vorherrschaft.